# Orde van de Bauhinia
De Orde van de Bauhinia (Engels: "Order of the Bauhinia"), werd in 1997, nog voor de overdracht van de soevereiniteit van Hongkong gesticht en heeft drie graden. De dragers van deze drie sterren plaatsen de letters G.B.S, S.B.S. of B.B.S. achter hun naam. De Bauhinia, (Latijn: Bauhinia blakeana is de nationale bloem en wordt ook in het wapen afgebeeld.
De Gouden Ster (Engels: "Gold Bauhinia Star") (G.B.S.)
Deze gouden ster wordt aan "eminente" personen verleend voor zeer bijzondere verdienste in publieke diensten of als vrijwilliger.
De Zilveren Ster (S.B.S.)
De Zilveren Ster wordt voor langdurig verdienstelijk leiderschap of langdurig vrijwilligerswerk toegekend.
De Bronzen Ster (B.B.S.)
De Bronzen Ster wordt toegekend voor verdiensten die geen verlening van de Zilveren Ster toelaten.
Het lint is paars, de ster is vijfpuntig en heeft een afbeelding van de bloem in het medaillon. Men draagt de ster op de linkerborst.
Boven deze Ridderorde staat de Grote Medaille van de Bauhinia, die merkwaardig genoeg geen medaille, maar een kruis is.